# Ol' Dirty Bastard
Russell Tyrone Jones (15 noiembrie 1968 - 13 noiembrie 2004) a fost un rapper american și ocazional producător, mai cunoscut după numele de scenă Ol' Dirty Bastard, ODB, Ason Unique, Osirus și Big Baby Jesus. A fost unul din membrii fondatori ai Wu-Tang Clan, o trupă rap din Staten Island, New York devenită cunoscută în 1993 odată cu lansarea albumului de debut Enter the Wu-Tang (36 Chambers).
După formarea Wu-Tang Clan, Ol' Dirty Bastard și-a început o carieră solo. Cu toate acestea, succesul pe plan profesional a fost umbrit de frecventele probleme cu legea în care artistul era implicat printre care se numără și o condamnare la doi ani de închisoare la sfârșitul anului 2000. A murit la sfârșitul lui 2004 în urma unei supradoze de droguri, cu două zile înainte să împlinească 36 de ani. A reușit totuși să-și înregistreze cel de-al treilea album a cărui lansare a fost amânată în repetate rânduri.

## Discografie

### Albume de studio
- Return to the 36 Chambers: The Dirty Version (28 martie 1995)
- Nigga Please (14 septembrie 1999)

### Mixtape
- Osirus (4 ianuarie 2005)

### Compilații
- The Dirty Story: The Best of Ol' Dirty Bastard (18 septembrie 2001)
- The Trials and Tribulations of Russell Jones (19 martie 2002)
- The Definitive Ol' Dirty Bastard Story (21 iunie 2005)
- In Memory Of... Vol. 3 (9 iulie 2007)
- The Last Tape (Greatest Hits) (10 mai 2011)

### Albume postum
- A Son Unique (nelansat)
- Message to the Other Side (17 noiembrie 2009)

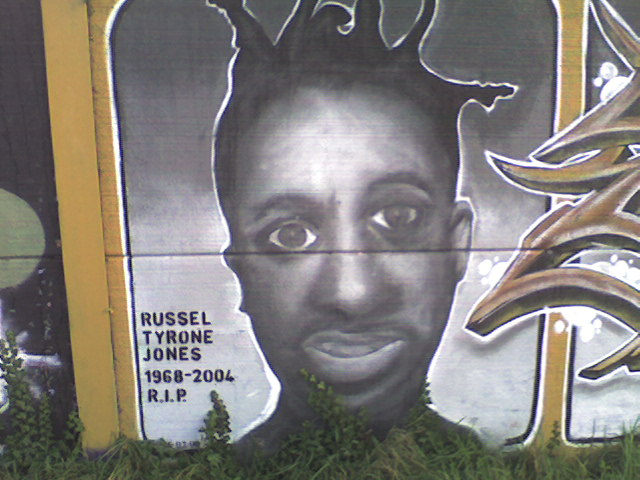
Graffiti cu ODB

### Album live
- Free to Be Dirty! Live (30 august 2005)

Note
1. ↑  Russell Jones, Find a Grave, accesat în 9 octombrie 2017
2. 1 2  „Ol' Dirty Bastard”, Internet Movie Database, accesat în 13 octombrie 2015
3. ↑  „Ol' Dirty Bastard”, Gemeinsame Normdatei, accesat în 27 aprilie 2014
4. ↑   http://www.mtv.com/news/articles/1494879/ol-dirty-bastard-died-from-drug-overdose.jhtml Lipsește sau este vid: |title= (ajutor)
5. ↑   https://elpais.com/cultura/2004/11/14/actualidad/1100386801_850215.html Lipsește sau este vid: |title= (ajutor)
6. ↑  CONOR.SI[*] Verificați valoarea |titlelink= (ajutor)

7. Poza din infocaseta
8. Poza cu Graffiti-ul
9. Poza cu Graffiti-ul